# Макгрегор, Юэн
Ю́эн Го́рдон Макгре́гор (англ. Ewan Gordon McGregor, [ˈjuːən ˈɡɔːdən məˈɡrɛɡə]; род. 31 марта 1971, Перт, Пертшир, Шотландия, Великобритания) — британский актёр, продюсер, сценарист и режиссёр. Лауреат премии «Эмми» (2021), «Золотой глобус» (2018), двукратный лауреат премии BAFTA (1997, 2004).
Актёр снимается как в независимом кино, так и в высокобюджетных голливудских проектах. Наиболее известные фильмы с его участием — «На игле» (1996), «Интимный дневник» (1996), «Мулен Руж!» (2001), «Крупная рыба» (2003), «К чёрту любовь!» (2003), «Остров» (2005), три эпизода киносаги «Звёздные войны» (1999, 2002, 2005) и сериал «Оби-Ван Кеноби», «Я люблю тебя, Филлип Моррис» (2009) и экранизация романа Дэна Брауна «Ангелы и демоны» (2009). В настоящее время является одним из самых востребованных актёров Великобритании.
В конце 2012 года Макгрегор стал кавалером ордена Британской империи за вклад в развитие драматического искусства и благотворительную деятельность.

## Биография
Родился 31 марта 1971 года в небольшом городе Криффе (область Перт-энд-Кинросс, Шотландия); является членом старинного шотландского клана Макгрегоров, родоначальником которого, согласно легенде, был сын короля скоттов Кеннета I. Его отец Джеймс Чарльз Стюарт Макгрегор работал учителем физкультуры и школьным консультантом по выбору профессии. Мать Кэрол Диана Лоусон преподавала в школе для детей-инвалидов в Данди.
У актёра есть брат Колин (пилот военно-воздушных сил Великобритании), он старше Юэна на два года. Дядя Юэна со стороны матери — актёр и режиссёр Денис Лоусон. Также снялся во фрaншизе «Звёздные войны», сыграв роль Веджа Антиллеса, пилота звёздного истребителя X-Wing.

### Юность
С раннего детства Макгрегор посещал воскресную школу. Там, в церкви, он впервые принял участие в любительском спектакле — дети разыграли историю Давида и Голиафа в сценке на основе сюжета из Библии, и четырёхлетнему Юэну поручили роль царя Давида. Затем, в пятилетнем возрасте — к тому времени Юэна отдали в школу Morrison's Academy, где работал его отец и учился брат, — он сыграл в ученическом спектакле шерифа Ноттингемского, потому что оказался единственным из класса, кто смог выговорить имя этого персонажа.
В школе успехи Макгрегора были достаточно средними. Его главным увлечением была музыка — он учился игре на валторне, был боковым барабанщиком в школьном оркестре волынщиков и играл на ударных в группе под названием Scarlet Pride. Мечта стать актёром, по его собственному признанию, возникла ещё в девятилетнем возрасте. Причин было несколько: он находился под впечатлением от фильмов дяди, увлекался старыми чёрно-белыми лентами 30-х и, когда вместе с родителями оказывался в театре, неизменно влюблялся в игравших на сцене актрис.
В тот период Юэн Макгрегор находился в тени старшего брата — Колин блестяще учился, был старостой школы и капитаном школьных команд по регби и крикету. Окончив школу, Юэн окончательно потерял интерес к учёбе. У него началась депрессия, и в 1987 году, когда ему было шестнадцать, мать разрешила сыну поступить по своему выбору: бросить школу или остаться. Юэн выбрал первое и уехал в Перт, где попытался устроиться в труппу местного репертуарного театра. Так как у него не было ни опыта, ни профильного образования, ему отказали. Однако в театре, где в то время ставили «Путешествие в Индию», была нехватка статистов, и Макгрегор сыграл в постановке одного из индусов. Затем он был принят на работу в театр в качестве работника сцены.

## Карьера

### Начало карьеры

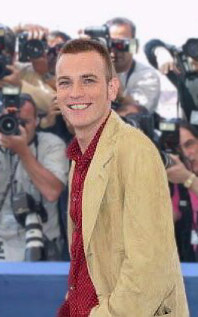
Макгрегор на Каннском кинофестивале в 2001 году

Проработав в театре шесть месяцев, Макгрегор провёл год, изучая в колледже Кёрколди драматическое искусство. Там он познакомился и сдружился с Дугреем Скоттом, который тоже впоследствии стал актёром. Летом 1989 года Макгрегор окончил курс и отправился в Лондон, где сделал попытку поступить в Королевскую академию драматического искусства, но не прошёл прослушивание и стал студентом менее престижного учебного заведения — Школы музыки и драмы Гилдхолла.
Обучение продлилось три года. В 1993 году, вскоре после выпуска, состоялся дебют Макгрегора на телевидении — благодаря усилиям своего агента Линди Кинг он получил главную роль рядового Мика Хоппера в мини-сериале «Помада на твоём воротничке», события которого разворачивались на Суэцком канале в середине 1950-х годов.
В том же году он дебютировал в кино, получив небольшую роль моряка-португальца Альвареса в драме «Быть человеком». Этот фильм, где ведущая роль человека по имени Гектор, проживающего жизни в пяти разных эпохах, была отведена Робину Уильямсу, провалился в прокате и получил резко отрицательные отзывы критиков. Далее, после чёрно-белого короткометражного телефильма «В семейном стиле», последовала роль честолюбивого Жюльена Сореля в мини-сериале «Красное и чёрное» — экранизации одноимённого классического романа Стендаля.
Пока шли съёмки сериала, начинающий режиссёр Дэнни Бойл предложил Макгрегору принять участие в его первом кинофильме, и это знакомство, результатом которого стали три совместных проекта, оказало ключевое влияние на развитие карьеры актёра. Так, в 1994 году Макгрегор снялся в триллере «Неглубокая могила». Это была история о троих друзьях, которые сдали комнату четвёртому человеку. После его неожиданной смерти они обнаружили среди его пожитков чемодан с деньгами и, чтобы оставить его себе, избавились от тела. Макгрегор и двое его партнёров — Кристофер Экклестон и Керри Фокс — на протяжении недели делили квартиру в Глазго, чтобы лучше прочувствовать взаимоотношения своих героев. Премьера картины состоялась на Международном кинофестивале «Фантаспорто» в Португалии, где она была признана лучшим фильмом года, а Макгрегор получил свою первую кинопремию от журнала Empire, самого крупного британского издания о кино.
Далее последовало нескольких менее заметных работ. После телефильма «Преследуя» Макгрегор в 1995 году снялся в роли наркодилера Дина в драме «Голубой сок» (главную роль там исполнила Кэтрин Зета-Джонс) и принял эпизодическое участие в сериале «Королевский адвокат Кавана».

### Признание
Повсеместная известность пришла к актёру в 1996 году, после того как он снялся у Дэнни Бойла в экранизации культового романа современного шотландского писателя Ирвина Уэлша. Это была криминальная драма с элементами чёрной комедии «На игле», повествующая о героиновых буднях эдинбургских наркоманов, где Макгрегор сыграл одного из ключевых героев по имени Рентон (чтобы соответствовать образу, ему пришлось сильно похудеть). Картина получила превосходную прессу — журнал Rolling Stone, к примеру, сравнил её с «инъекцией энергии в вену» — и собрала значительное количество кинонаград. В их числе была премия BAFTA, полученная Юэном за лучшую мужскую роль. В 2003 году Дэнни Бойл планировал снять сиквел картины по мотивам книги Уэлша «Порно», однако Макгрегор, на которого роман не произвёл впечатления, не захотел снова играть Рентона. В итоге режиссёр заморозил проект — в том числе и по причине того, что у актёрского состава был слишком здоровый вид.
Также в 1996 году Макгрегор снялся у классика британского кино Питера Гринуэя в драме «Записки у изголовья». В этом фильме, насыщенном чувственностью и эротизмом, он сыграл бисексуального англичанина-переводчика Джерома, возлюбленного японки Нагико, которая, испытывая страсть к каллиграфии, заставляет своих любовников покрывать её тело иероглифами. Другими работами года для Макгрегора стали второстепенные роли в мелодраме «Эмма» по мотивам одноимённого классического романа Джейн Остин, сериалах «Караоке» и «Байки из склепа» и в музыкальной романтической комедии «Дело — труба», где актёр появился в роли трубача Энди, участника любительского духового оркестра.

### Неудачи
В 1997 году актёр снялся в эпизоде популярного сериала «Скорая помощь», а затем сыграл студента права Мартина Беллса, подрабатывающего сторожем в морге, в триллере «Ночное дежурство». Эта картина не получила резонанса у публики, собрав в прокате немногим более 1 миллиона долларов. Далее последовала главная роль в «Поцелуе змея» — режиссёрском дебюте Филиппа Руссло, оператора фильмов «Там, где течёт река» (премия «Оскар» 1992 года за операторскую работу), «Королева Марго», «Народ против Ларри Флинта» и др. Эта драма, где Юэн исполнил роль голландца-архитектора Менеера Хрома, вошла в конкурсную программу Каннского кинофестиваля, но получила настолько противоречивые отзывы, что вышла в прокат сразу на видео.
Немногим лучше была воспринята третья совместная работа Макгрегора и Бойла — фантастическая мелодрама «Жизнь хуже обычной». По сюжету персонаж Юэна, уборщик Роберт Льюис, похитил дочь уволившего его босса (героиню Камерон Диас), но, после вмешательства ангелов, похититель и девушка влюбились друг в друга. Прибыль от проката фильма составила лишь треть от затраченных на производство 12 миллионов долларов, а комментарии критиков варьировались от прохладных до достаточно резких. Однако, за исполнение роли Роберта, Юэн Макгрегор получил кинопремию журнала Empire.
В том же году Макгрегор и его приятели-актёры Шон Пертви, Джонни Ли Миллер и Джуд Лоу основали кинокомпанию Natural Nylon. Она просуществовала до 2004 года (а Макгрегор покинул её ещё двумя годами раньше), спродюсировав шесть картин — в том числе фильм Макгрегора «Нора» и фильмы Лоу «Экзистенция» и «Небесный Капитан и мир будущего».

### Продолжение карьеры
1998 год сложился для актёра более ровно. После короткометражки Джеффа Старка «Десерты», удостоенной «Серебряного медведя» на Берлинском кинофестивале, Макгрегор снялся у Тодда Хейнса, известного представителя американского независимого кино, в драме «Бархатная золотая жила». Картина получила название в честь песни Дэвида Боуи и повествовала об эпохе британского глэм-рока 70-х. Черты главных героев, которых сыграли соответственно Макгрегор и Джонатан Рис-Майерс, были позаимствованы у Игги Попа и Боуи. В саундтрек вошло несколько известных песен тех лет, которые исполнили сами актёры.
Эта лента, которая изобиловала множеством провокационных моментов — от гомосексуальных эротических сцен между главными героями до музыкальных сцен, где Макгрегор выступал нагишом, — была представлена на семи фестивалях (в том числе вошла в конкурсную программу Каннского кинофестиваля). В том же 1998 году вышла музыкальная мелодрама «Голосок». Юэн появился там в образе друга главной героини, которая умела воспроизводить голоса известных певиц, начиная от Джуди Гарленд и заканчивая Ширли Бэсси. Ранее актёр уже снимался у режиссёра Марка Германа в музыкальном фильме «Дело — труба».
Следующая работа Макгрегора кардинальным образом отличалась от его предыдущих проектов — это была роль джедая Оби-Вана Кеноби в монументальном голливудском фантастическом фильме «Звёздные войны. Эпизод I: Скрытая угроза», первом эпизоде трилогии-приквела Джорджа Лукаса. Персонажу Юэна было отведено важное место в эпопее, в частности он был наставником Энакина Скайуокера, впоследствии перешедшего на Тёмную сторону Силы под именем Дарта Вейдера. Картина имела огромный успех: она собрала почти миллиард долларов, попав на пятое место в списке лидеров кинопроката всех времён. Сам Макгрегор был несколько разочарован фильмом и отметил, что готовящаяся к выпуску вторая серия саги будет более похожа на оригинальную трилогию.
Помимо Оби-Вана Кеноби актёр сыграл в 1999 году ещё две роли — банковского клерка Ника Лисона в криминальной драме «Аферист» и разведчика Стивена Уилсона в мистическом триллере «Свидетель». Обе картины, в особенности вторая, были раскритикованы в прессе. Кроме того, тогда же Макгрегор попробовал себя в качестве режиссёра, сняв один из фрагментов «Истории подземки», киноальманаха о лондонском метро.
В 2000 году Макгрегор вновь работал с Джеффом Старком, снявшись в его короткометражке «Анно Домини», а в апреле на Дублинском кинофестивале состоялась премьера драмы-биографии «Нора», в котором актёр не только исполнил главную роль знаменитого ирландского писателя Джеймса Джойса, но и выступил в качестве сопродюсера.
Также в 2000 году актёр был занят на съёмках второго эпизода киноэпопеи Джорджа Лукаса «Звёздные войны. Эпизод II: Атака клонов» (вышел в прокат в 2002 году) и дал согласие на участие в биографическом фильме о британском певце Билли Фьюри и в картине Джима Шеридана «К востоку от Гарлема», в котором должна была быть представлена история супругов-ирландцев, отправившихся за счастьем в Америку. В первом фильме партнёром Юэна должен был стать его дядя Денис Лоусон, а во втором — Кейт Уинслет, но оба проекта были отложены на неопределённое время.
Наряду с Леонардо Ди Каприо и Киану Ривзом, пробовался на главную роль в ленте о шотландской поп-группе The Bay City Rollers, однако Кортни Лав — обладательница прав на книгу-первоисточник, которая должна была лечь в основу сценария, — выступила против его кандидатуры. В конце года Макгрегор взял отпуск на четыре месяца, чтобы посвятить это время семье и заодно выучить французский — родной язык его жены Ив.

### На пике популярности

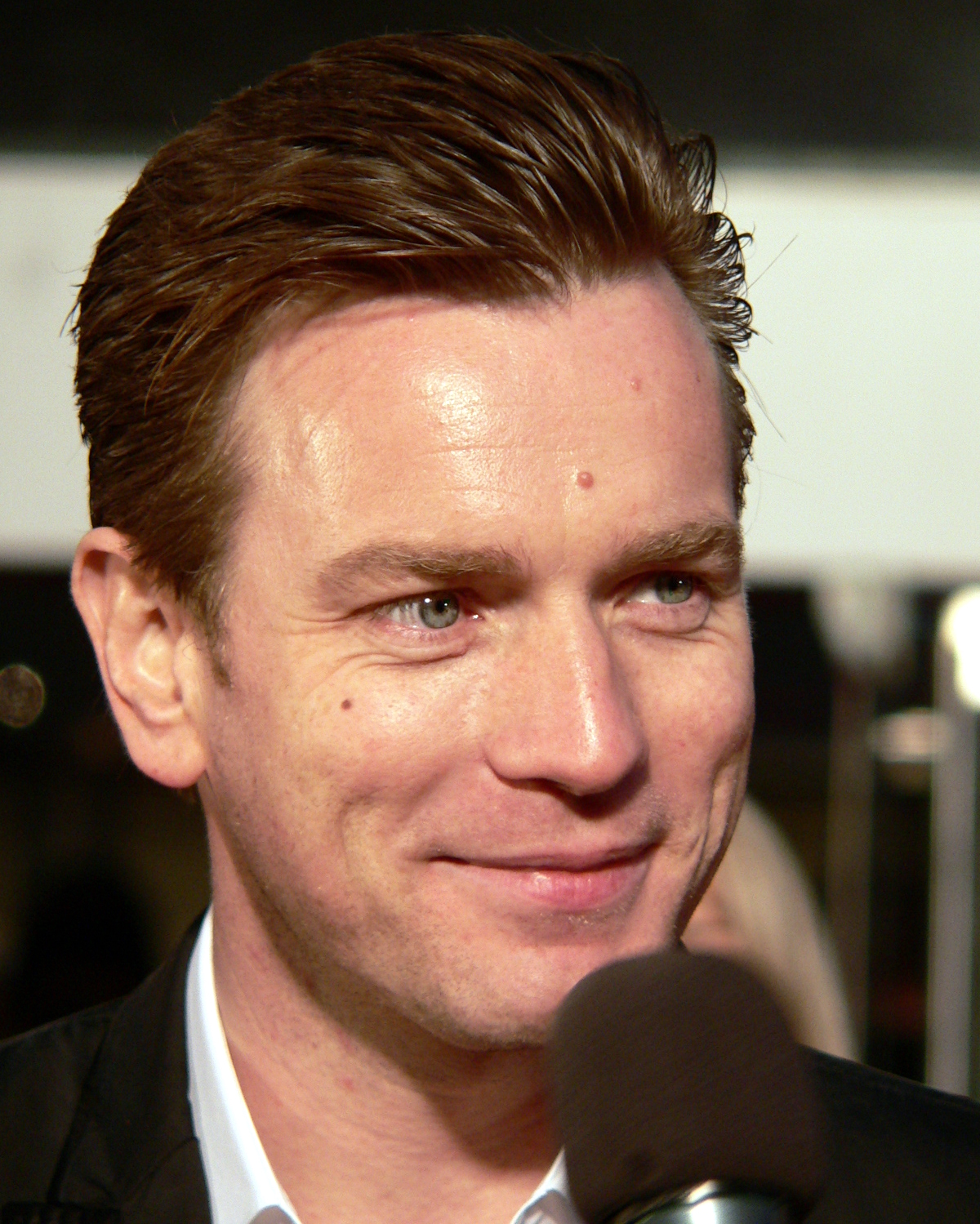
Макгрегор на премьере фильма «Мисс Поттер» в 2006 году

В следующие три года актёр работал очень продуктивно, и практически все его картины этого периода были высоко оценены критиками и зрителями. В мае 2001 года на Каннском кинофестивале состоялась премьера фильма-мюзикла «Мулен Руж!», где Макгрегор сыграл роль бедного романтика-поэта Кристиана, влюблённого в куртизанку Сатин (Николь Кидман). Для саундтрека он исполнил восемь песен, в том числе в паре с Николь спел одну из заглавных тем под названием «Come What May». Несмотря на то, что пресса раскритиковала вокальные способности Юэна, песня была номинирована на «Золотой глобус» и выпущена отдельным синглом. Сам фильм собрал более 60-ти кинонаград — среди них были «Золотой спутник» и премия Общества кинокритиков Лондона, полученные Макгрегором, — и снискал похвалу критиков, которые превозносили фильм, называя эффект от просмотра пьянящим, словно абсент.
Вторым фильмом года для Макгрегора стала военная драма Ридли Скотта «Чёрный ястреб». Её сюжет был основан на реальных событиях и воспроизводил окончившуюся провалом операцию американских миротворческих сил в Сомали в октябре 1993 года. Персонажем Макгрегора был спецназовец Джон Гримз, в основу образа которого легли черты реального участника операции по имени Джон Стеббинс, отмеченного орденом за участие в бою в Могадишо. Однако по причине того, что в 2000 году Стеббинс получил 30 лет тюрьмы за растление малолетних, создатели фильма были вынуждены придумать герою Макгрегора псевдоним. Другие члены актёрского состава — например Джош Хартнетт, исполнитель роли старшего сержанта Мэтта Эверсманна — носили в фильме настоящие имена участников операции. Картина вызвала неоднозначную реакцию: отзывы прессы в целом были положительными, однако организация MWAW («Работники средств массовой информации против войны») подвергла её критике, упрекнув в искажении истины и расизме.
В 2002 году, после выпуска в прокат фильма Звёздные войны. Эпизод II: Атака клонов, Макгрегор поддержал начинание своего дяди Дениса Лоусона и снялся в его единственном телефильме «Стереометрия». В следующем году он появился в трёх фильмах. Первым стала романтическая ретрокомедия «К чёрту любовь!», где дуэт с Макгрегором составила Рене Зеллвегер. В основу сюжета фильма легло противостояние феминистки Барбары Новак и светского льва Катчера Блока, которое в результате превратилось в любовь.
Затем была выпущена британская драма «Молодой Адам», снятая по мотивам одноимённого романа шотландского писателя бит-поколения Александра Трокки. Действие фильма, в котором также снялась известная британская актриса независимого кино — Тильда Суинтон, разворачивалось в Шотландии 50-х годов. За роль Джо — неудавшегося писателя и любовника героини Суинтон — актёр получил вторую премию BAFTA.
В «Молодом Адаме» были моменты, когда Макгрегор снова снимался полностью обнажённым, и это стало причиной курьёзного инцидента. Когда фильм готовили к релизу в США, американские прокатчики собирались вырезать часть наиболее откровенных сцен. Актёр тем не менее настоял на оригинальном варианте монтажа, посчитав несправедливым тот факт, что его поклонникам, в случае, если они захотят посмотреть на его пенис, придётся отправиться в Великобританию.
Третьим фильмом 2003 года для Макгрегора стала «Крупная рыба» — фантастическая трагикомедия Тима Бёртона. В основу сюжета легли истории из жизни главного героя Эдварда Блума, которые он поведал своему сыну незадолго до смерти. Макгрегор исполнил роль молодого Блума — он выиграл кастинг благодаря внешнему сходству с Альбертом Финни (сыгравшим Блума-старика) в молодости.

### Возвращение к работе

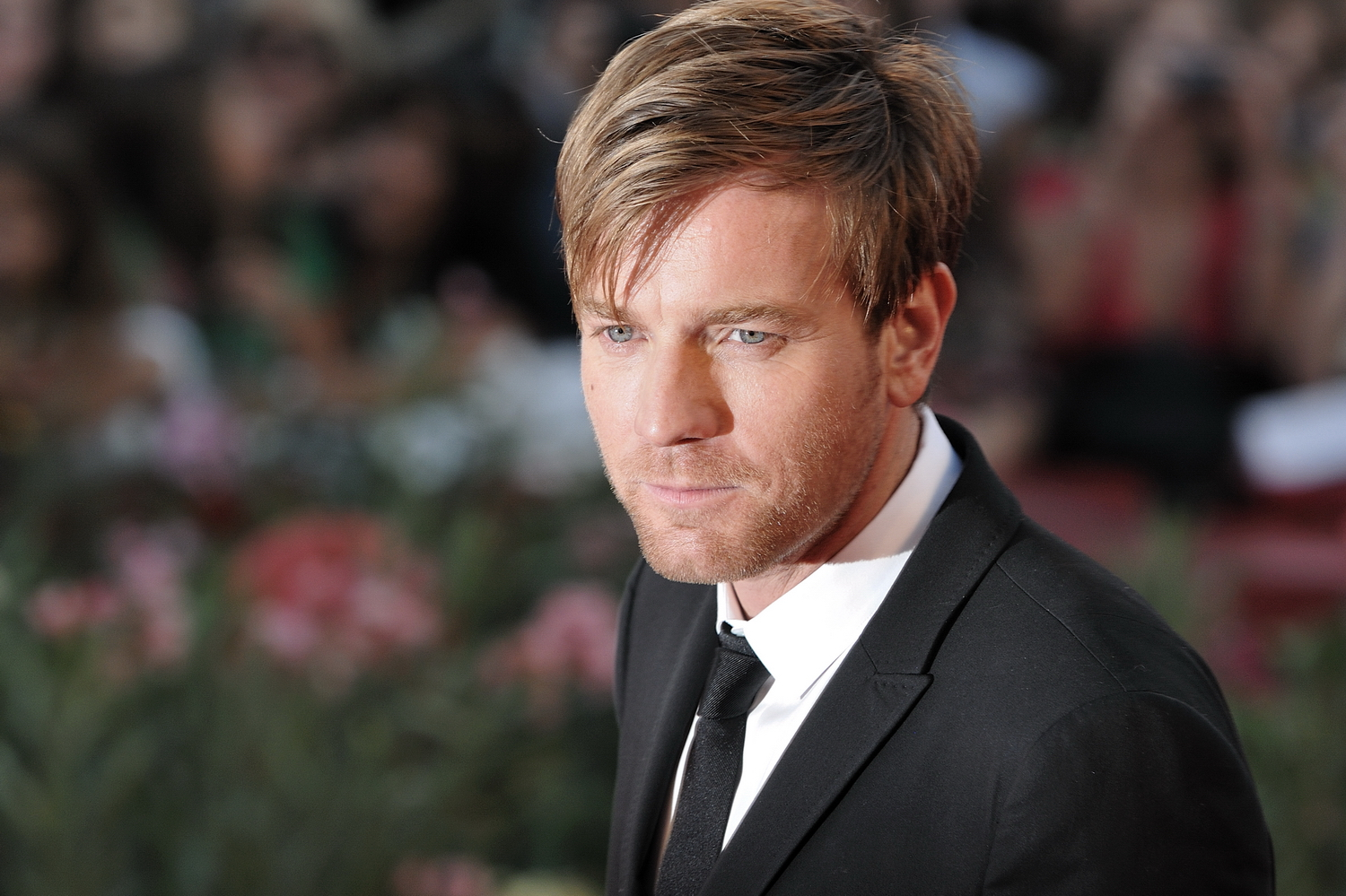
Макгрегор на 66-м Венецианском кинофестивале, 2009 год

Вернувшись из путешествия, актёр попробовал себя в новом амплуа, озвучив робота Родни Копперботтома и голубя Вэлианта, главных персонажей мультфильмов «Роботы» и «Вэлиант: пернатый спецназ». Далее в 2005 году Макгрегор снялся в фантастическом боевике «Остров» и драматическом триллере «Останься». В первом фильме он и его партнёрша Скарлетт Йоханссон сыграли клонов по имени Линкольн Шесть Эко и Джордан Два Дельта, которые, обнаружив, что их единственное предназначение — быть разобранными на органы, пытаются спастись бегством и отстоять своё право на жизнь. Несмотря на популярность кинозвёзд-участников, в США фильм провалился, собрав всего 35 миллионов долларов при бюджете в 120 миллионов, и смог окупиться только благодаря мировому прокату.

Юэн Макгрегор в роли Оби-Вана Кеноби, Звездные войны. Эпизод III: Месть ситхов, 2005 год

Ещё большая неудача ждала вторую картину, где актёр предстал в роли психиатра Сэма Фостера (его подругу Лилу сыграла Наоми Уоттс), пытающегося предотвратить самоубийство своего пациента. Фильм «Останься» был осмеян критиками — интернет-журнал Slant Magazine назвал его бездушной видеоинсталляцией — и практически полностью проигнорирован зрителями. Также в 2005 году Макгрегора можно было увидеть в фильме «Звёздные войны. Эпизод III: Месть ситхов» (заключительном эпизоде трилогии-приквела) и на сцене лондонского театра «Пиккадилли» — актёр пополнил список своих работ ролью Ская Мастерсона в мюзикле «Ребята и куколки».
В 2006 году, после приключенческого фильма «Громобой», в котором Макгрегор исполнил второстепенную роль агента МИ-6 и дяди главного героя-подростка, последовала трагикомедия «Сцены сексуального характера», действие которого разворачивалось летним днём в парке Хэмпстед-Хит и раскрывало взаимоотношения семи лондонских пар. Макгрегору была отведена роль гея по имени Билли, который изменяет своему любовнику, но обещает остановиться, если они усыновят ребёнка. Первая полнометражная работа режиссёра Эда Блума не снискала восторгов у критиков и была оценена достаточно средне.
Третьим проектом актёра, вышедшим в 2006 году, стала биографическая драма Криса Нунана «Мисс Поттер» с Рене Зеллвегер в роли писательницы-сказочницы Беатрис Поттер. Премьера этого фильма, в котором актёр сыграл роль Нормана Уорна, издателя Беатрис, состоялась в Великобритании 3 декабря 2006 года. В других странах Европы прокат состоялся в январе-феврале 2007 года.
В конце 2006 года Юэн вместе с Колином Фарреллом и Томом Уилкинсоном завершил съёмки в драме Вуди Аллена под названием «Мечта Кассандры», вышедшей на экраны в 2007 году. В 2008 году актёр снялся в триллере «Список контактов», который в прокате носил первоначальное название «Турист», в роли бухгалтера Джонатана, подозреваемого в похищении женщины и краже 20 миллионов долларов.
В 2009 году вышла адаптация романа Дэна Брауна «Ангелы и демоны», где он исполнил роль камерария Патрика Маккенна. Также в этом же году вышла романтическая комедия «Я люблю тебя, Филлип Морис», где Юэн сыграл гомосексуала Филлипа Морриса вместе с Джимом Керри и также сыграл в фильме «Амелия». В 2010 году актёр сыграл писателя-мемуариста в политическом триллере Романа Полански «Призрак».
В 2010 и 2012 годах, Макгрегор вместе со своим братом Колином снялся в документальных фильмах «Битва за Британию» и «Пилоты бомбардировщиков», соответственно, где рассказывалось о жизни пилотов истребителей во время битвы за Англию и членов экипажей бомбардировщиков во время воздушного наступления на Германию. Фильмы включали полёты Макгрегоров лично, на сохранившихся самолётах, интервью с историками и участниками событий, посещение мест сражений.

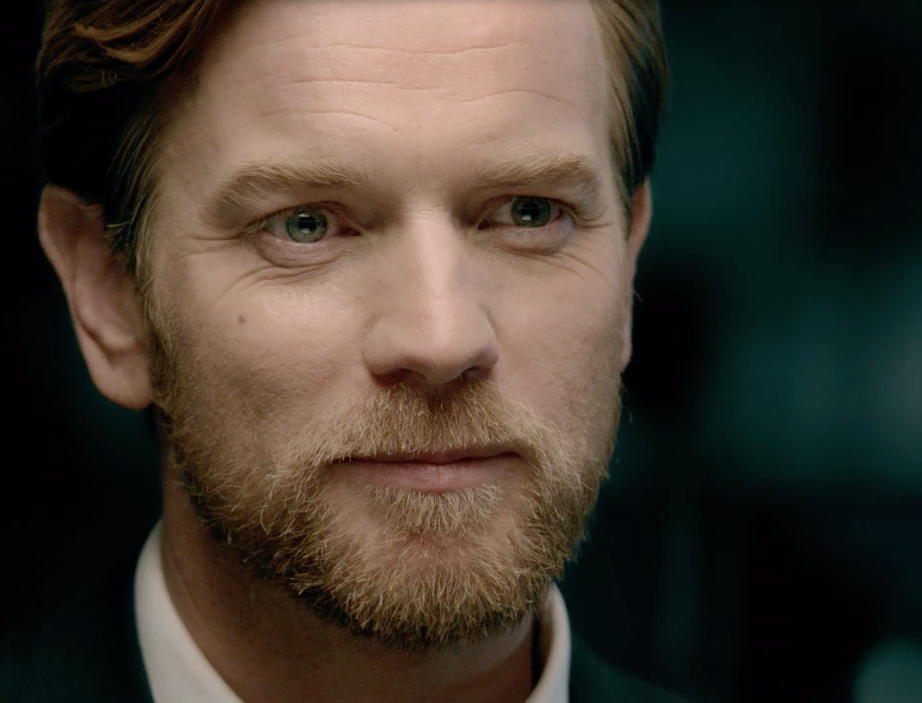
Макгрегор в рекламе Citroën, 2013 год

В 2012 году Юэн Макгрегор вошёл в состав жюри 65-го Канского кинофестиваля. В этом же году актёр снялся в фильме-катастрофе «Невозможное» вместе с Наоми Уоттс и Томом Холландом. В 2013 году Макгрегор вместе с Мерил Стрип и Джулией Робертс снялся в фильме «Август: Графство Осейдж».
В 2015 году снялся в комедии «Мордекай» вместе с Джонни Деппом и Полом Беттани. В 2016 году состоялся его режиссёрский дебют в фильме «Американская пастораль», в котором он также снялся.
В 2017 году повторил свою роль Марка Рентона в фильме «T2: Трейнспоттинг». Макгрегор сыграл Люмьера в фильме «Красавица и чудовище», где также сыграли Эмма Уотсон, Дэн Стивенс, Люк Эванс, Кевин Клайн, Джош Гэд, Стэнли Туччи, Иэн Маккеллен и Эмма Томпсон. Съемки начались в мае 2015 года, а премьера состоялась в марте 2017 года. Затем актёр снялся в третьем сезоне сериала «Фарго», который принёс ему премию «Золотой глобус» за лучшую мужскую роль в мини-сериале или телефильме. В 2018 году актёр сыграл главного героя в фильме «Кристофер Робин».
В 2019 году Макгрегор сыграл роль повзрослевшего Дэнни Торранса в фильме «Доктор Сон», экранизации романа Стивена Кинга. В 2020 году актёр снялся вместе с Марго Робби в фильме «Хищные птицы: Потрясающая история Харли Квинн» в роли главного злодея Романа Сайониса / Чёрной маски.
В 2021 году исполнил роль американского модельера Холстона в мини-сериале «Холстон» от Netflix, основанном на книге «Просто Холстон» Стивена Гейнса. В 2022 году повторил свою роль Оби-Вана Кеноби в сериале «Оби-Ван Кеноби».

## Кругосветное путешествие
В начале 2004 года Макгрегор объявил о решении сделать перерыв в работе и отправиться в кругосветное путешествие вместе со своим другом, актёром Чарли Бурманом (они познакомились семью годами ранее на съёмках «Поцелуя змеи»). 14 апреля друзья стартовали из Лондона на мотоциклах, предоставленных BMW, и за 15 недель покрыли расстояние в 30 тысяч километров. Они пересекли Восточную Европу, Украину, Россию, Казахстан и Монголию, затем переправились через Берингов пролив и продолжили путешествие по территории Аляски, Канады и США, 29 июля финишировав в Нью-Йорке.
Перемещения Макгрегора и Бурмана были зафиксированы на камеру (снимали как сами путешественники, так и профессиональный оператор), и по их возвращении вышел документальный фильм под названием «Долгая дорога вокруг света». Кроме того, была издана книга с описанием и фотографиями поездки. В 2007 году друзья снова отправились в мотоциклетное путешествие и на этот раз проехали от самого северного населённого пункта Шотландии до Кейптауна, бывшей столицы ЮАР, и, как и в прошлый раз, был выпущен документальный фильм «Долгий путь на юг».
В начале 2008 года была завершена работа над документальным сериалом для телеканала National Geographic «Long Way Down» или «Долгий путь на юг», подробно рассказывающем о мотопробеге Юэна Макгрегора, его приятеля Чарли Бурмана и оператора Клаудио Фон Планта от самого севера Шотландии — местечка Джон О`Гротс до южной оконечности Африки — Кейптауна. Это путешествие они предприняли в 2007 году на мотоциклах марки BMW, в сопровождении двух джипов с врачом и снаряжением. Друзья промчались по дорогам 18 стран, включая Ливию, Эфиопию, Судан и Руанду. В Замбии Макгрегор упал с мотоцикла, а в центральной Африке свалился с высокой температурой. В Уганде Макгрегор посетил детей, которых похищали, чтобы заставить участвовать в гражданской войне.
Средства, полученные от проката фильма, пошли на благотворительность — финансирование детских хосписов в Шотландии.
14 декабря 2019 года Макгрегор и Бурман завершили трехмесячное путешествие на электрических мотоциклах Harley-Davidson LiveWire из Патагонии, Аргентины, в Калифорнию, США, для документального сериала. 18 сентября 2020 года вышел 11-серийный сериал «Долгий путь вверх» на Apple TV+.

## Личная жизнь
В июле 1995 года Макгрегор женился на художнице-постановщице Ив Мавракис, с которой познакомился на съёмках сериала «Королевский адвокат Кавана». У супругов четыре дочери — две биологические, Клара Матильда (род. 1996) и Эстер Роуз (род. 2001), и две приёмные, Джамиян (род. 2002; удочерена в 2006 году из Монголии) и Анук (род. 2011; удочерена в том же году). В октябре 2017 года Макгрегор и Мавракис объявили о расставании. В январе 2018 года Макгрегор подал на развод, в качестве причины указав «непримиримые разногласия».
С 2017 года состоит в отношениях с актрисой Мэри Элизабет Уинстэд, коллегой по сериалу «Фарго». 25 июня 2021 года у пары родился сын, которого назвали Лори. В апреле 2022 года Макгрегор и Уинстэд поженились.
В 2016 году получил американское гражданство.

## Фильмография

### Актёр
| Год  |     | Русское название                              | Оригинальное название                                                | Роль                                      |
| ---- | --- | --------------------------------------------- | -------------------------------------------------------------------- | ----------------------------------------- |
| 1993 | мтф | Помада на твоём воротничке                    | Lipstick on Your Collar                                              | рядовой Мик Хоппер                        |
| 1993 | с   | Красное и чёрное                              | The Scarlet and the Black                                            | Жюльен Сорель                             |
| 1993 | ф   | В семейном стиле                              | Family Style                                                         | Джимми                                    |
| 1994 | ф   | Быть человеком                                | Being Human                                                          | Альварес                                  |
| 1994 | ф   | Неглубокая могила                             | Shallow Grave                                                        | Алекс                                     |
| 1994 | ф   | Преследуя                                     | Doggin Around                                                        | Том Клейтон                               |
| 1995 | ф   | Синий сок                                     | Blue Juice                                                           | Дин Рэймонд                               |
| 1995 | с   | Королевский адвокат Кавана                    | Kavanagh QC                                                          | Дэвид Армстронг                           |
| 1996 | ф   | На игле                                       | Trainspotting                                                        | Марк Рентон                               |
| 1996 | ф   | Интимный дневник                              | The Pillow Book                                                      | Джером                                    |
| 1996 | ф   | Эмма                                          | Emma                                                                 | Фрэнк Черчилль                            |
| 1996 | ф   | Дело — труба                                  | Brassed Off                                                          | Энди Барроу                               |
| 1996 | с   | Байки из склепа                               | Tales from the Crypt                                                 | Форд                                      |
| 1996 | мтф | Караоке                                       | Karaoke                                                              | молодой человек                           |
| 1997 | с   | Скорая помощь                                 | ER                                                                   | Дункан Стюарт                             |
| 1997 | ф   | Ночное дежурство                              | Nightwatch                                                           | Мартин Беллс                              |
| 1997 | ф   | Поцелуй змея                                  | The Serpent’s Kiss                                                   | Менеер Хром                               |
| 1997 | ф   | Жизнь хуже обычной                            | A Life Less Ordinary                                                 | Роберт Льюис                              |
| 1998 | ф   | Десерты                                       | Desserts                                                             | бродяга                                   |
| 1998 | ф   | Бархатная золотая жила                        | Velvet Goldmine                                                      | Курт Уайлд                                |
| 1998 | ф   | Голосок                                       | Little Voice                                                         | Билли                                     |
| 1999 | ф   | Звёздные войны. Эпизод I: Скрытая угроза      | Star Wars: Episode I — The Phantom Menace                            | Оби-Ван Кеноби                            |
| 1999 | ф   | Аферист                                       | Rogue Trader                                                         | Ник Лисон                                 |
| 1999 | ф   | Свидетель                                     | Eye of the Beholder                                                  | Стивен Уилсон                             |
| 2000 | ф   | Анно Домини                                   | Anno Domini                                                          | незнакомец                                |
| 2000 | ф   | Нора                                          | Nora                                                                 | Джеймс Джойс                              |
| 2001 | ф   | Мулен Руж!                                    | Moulin Rouge!                                                        | Кристиан                                  |
| 2001 | ф   | Чёрный ястреб                                 | Black Hawk Down                                                      | Джон Граймз                               |
| 2002 | ф   | Звёздные войны. Эпизод II: Атака клонов       | Star Wars: Episode II — Attack of the Clones                         | Оби-Ван Кеноби                            |
| 2002 | ф   | Стереометрия                                  | Solid Geometry                                                       | Фил                                       |
| 2003 | ф   | К чёрту любовь!                               | Down with Love                                                       | Катчер Блок                               |
| 2003 | док | Быстрее                                       | Faster                                                               | рассказчик                                |
| 2003 | ф   | Молодой Адам                                  | Young Adam                                                           | Джо Тейлор                                |
| 2003 | ф   | Крупная рыба                                  | Big Fish                                                             | Эд Блум                                   |
| 2004 | ф   | Долгая дорога вокруг света                    | Long Way Round                                                       | камео                                     |
| 2005 | мф  | Роботы                                        | Robots                                                               | Родни Копперботтом                        |
| 2005 | мф  | Вэлиант: Пернатый спецназ                     | Valiant                                                              | Вэлиант                                   |
| 2005 | ф   | Звёздные войны. Эпизод III: Месть ситхов      | Star Wars: Episode III — Revenge of the Sith                         | Оби-Ван Кеноби                            |
| 2005 | ф   | Остров                                        | The Island                                                           | Линкольн Шесть Эко                        |
| 2005 | ф   | Останься                                      | Stay                                                                 | Сэм Фостер                                |
| 2006 | ф   | Громобой                                      | Stormbreaker                                                         | Иан Райдер                                |
| 2006 | ф   | Сцены сексуального характера                  | Scenes of a Sexual Nature                                            | Билли                                     |
| 2006 | ф   | Мисс Поттер                                   | Miss Potter                                                          | Норман Уорн                               |
| 2007 | ф   | Мечта Кассандры                               | Cassandra’s Dream                                                    | Йан                                       |
| 2007 | мф  | Агент Краш                                    | Agent Crush                                                          |                                           |
| 2007 | ф   | Я, Люцифер                                    | I, Lucifer                                                           | Деклан Ганн                               |
| 2007 | ф   | Долгая дорога на юг                           | Long Way Down                                                        |                                           |
| 2008 | ф   | Список контактов                              | Deception                                                            | Джонатан Мак`Корри                        |
| 2008 | ф   | Провокатор                                    | Incendiary                                                           | Джаспер Блэк                              |
| 2008 | ф   | Номер 13                                      | Number 13                                                            |                                           |
| 2008 | ф   | Великий притворщик                            | The Great Pretender                                                  | Лесли Гренджли                            |
| 2009 | ф   | Безумный спецназ                              | The Men Who Stare at Goats                                           | Боб Уилтон                                |
| 2009 | ф   | Ангелы и демоны                               | Angels & Demons                                                      | Камерарий Патрик Маккенна                 |
| 2009 | ф   | Я люблю тебя, Филлип Моррис                   | I Love You Phillip Morris                                            | Филлип Моррис                             |
| 2009 | ф   | Амелия                                        | Amelia                                                               | Джин Видаль                               |
| 2010 | ф   | Моя ужасная няня 2                            | Nanny McPhee and the Big Bang                                        | мистер Грин                               |
| 2010 | ф   | Начинающие                                    | Beginners                                                            | Оливер                                    |
| 2010 | ф   | Призрак                                       | The Ghost Writer                                                     | литературный призрак                      |
| 2011 | ф   | Последняя любовь на Земле                     | Perfect Sense                                                        | Майкл                                     |
| 2012 | ф   | Нокаут                                        | Haywire                                                              | Кеннет                                    |
| 2012 | ф   | Рыба моей мечты                               | Salmon Fishing in the Yemen                                          | Доктор Альфред Джонс                      |
| 2012 | ф   | Невозможное                                   | The Impossible                                                       | Генри Беннетт                             |
| 2013 | ф   | Джек — покоритель великанов                   | Jack the Giant Slayer                                                | Элмонт                                    |
| 2013 | ф   | Август: Графство Осейдж                       | August: Osage County                                                 | Билл Фордам                               |
| 2014 | ф   | Молодая кровь                                 | Son of a Gun                                                         | Брендан Линч                              |
| 2014 | ф   | Миллион способов потерять голову              | A Million Ways to Die in the West                                    | камео                                     |
| 2015 | ф   | Мордекай                                      | Mortdecai                                                            | инспектор Мартленд                        |
| 2015 | ф   | Дни искушения                                 | Last Days in the Desert                                              | Иисус Христос                             |
| 2015 | ф   | Убить трубача                                 | Miles Ahead                                                          | Дэйв Брилл                                |
| 2015 | ф   | Звёздные войны: Пробуждение силы              | Star Wars: The Force Awakens                                         | Оби-Ван Кеноби                            |
| 2016 | ф   | Джейн берёт ружьё                             | Jane Got a Gun                                                       | Джон Бишоп                                |
| 2016 | ф   | Американская пастораль                        | American Pastoral                                                    | Сеймур «Швед» Левов                       |
| 2016 | ф   | Такой же предатель, как и мы                  | Our Kind of Traitor                                                  | Перри Мейкпис                             |
| 2017 | ф   | Красавица и чудовище                          | Beauty and the Beast                                                 | Люмьер                                    |
| 2017 | ф   | T2: Трейнспоттинг                             | Trainspotting 2                                                      | Марк Рентон                               |
| 2017 | с   | Фарго                                         | Fargo                                                                | Эммет и Рэй Стасси                        |
| 2018 | ф   | Кристофер Робин                               | Christopher Robin                                                    | Кристофер Робин                           |
| 2018 | ф   | Зои                                           | Zoe                                                                  | Коул Эйнсли                               |
| 2019 | ф   | Доктор Сон                                    | Doctor Sleep                                                         | Дэнни Торренс                             |
| 2019 | ф   | Звёздные войны: Скайуокер. Восход             | Star Wars: The Rise of Skywalker                                     | Оби-Ван Кеноби                            |
| 2020 | ф   | Хищные птицы: Потрясающая история Харли Квинн | Birds of Prey (And the Fantabulous Emancipation of One Harley Quinn) | Роман Сайонис / Чёрная Маска              |
| 2021 | с   | Постановка                                    | Staged                                                               | В роли самого себя                        |
| 2021 | с   | Холстон                                       | Halston                                                              | Холстон                                   |
| 2022 | с   | Оби-Ван Кеноби                                | Obi-Wan Kenobi                                                       | Оби-Ван Кеноби                            |
| 2022 | мф  | Пиноккио Гильермо дель Торо                   | Pinocchio                                                            | Себастиан Джей Крикет / Говорящий сверчок |
| 2022 | ф   | Рэймонд и Рэй                                 | Raymond and Ray                                                      | Рэймонд                                   |
| 2023 | ф   | Ты поёшь громко, я пою громче                 | You Sing Loud, I Sing Louder                                         |                                           |
| 2024 | с   | Джентльмен в Москве                           | A Gentleman in Moscow                                                | граф Александр Ростов                     |

### За кадром
| Год  | Русское название         | Оригинальное название        | Режиссёр | Продюсер         | Создатель | Примечания                            |
| ---- | ------------------------ | ---------------------------- | -------- | ---------------- | --------- | ------------------------------------- |
| 1999 | Истории подземки         | Tube Tales                   | Да       |                  |           | Сегмент «Bone»                        |
| 2000 | Нора                     | Nora                         |          | Сопродюсер       |           |                                       |
| 2004 | Долгий путь вокруг Земли | Long Way Round               |          | Исполнительный   | Да        | Документальный сериал, также оператор |
| 2006 |                          | The Missing Face             |          | Исполнительный   |           | Документальный телефильм              |
| 2007 | Долгий путь на юг        | Long Way Down                |          | Исполнительный   | Да        | Документальные сериалы                |
| 2011 |                          | Marley Africa Roadtrip       |          | Соисполнительный |           | Документальные сериалы                |
| 2016 | Американская пастораль   | American Pastoral            | Да       |                  |           |                                       |
| 2020 | Долгий путь на север     | Long Way Up                  |          | Исполнительный   | Да        | Документальный сериал                 |
| 2021 | Холстон                  | Halston                      |          | Исполнительный   |           | Мини-сериалы                          |
| 2022 | Оби-Ван Кеноби           | Obi-Wan Kenobi               |          | Исполнительный   |           | Мини-сериалы                          |
| 2022 |                          | You Sing Loud, I Sing Louder |          | Исполнительный   |           |                                       |

## Награды и номинации
Перечислены основные награды и номинации. Полный список см. на IMDb.com

### Награды
- 2004 — Кинопремия журнала Empire — лучшая мужская роль, за фильм «Молодой Адам»
- 2004 — Премия BAFTA — лучшая мужская роль в шотландском фильме, за фильм «Молодой Адам»
- 2002 — Кинопремия журнала Empire — лучшая мужская роль, за фильм «Мулен Руж!»
- 2002 — Премия Общества кинокритиков Лондона — актёр года, за фильм «Мулен Руж!»
- 2002 — Премия «Спутник» — лучшая мужская роль, за фильм «Мулен Руж!»
- 1998 — Кинопремия журнала Empire — лучшая мужская роль, за фильм «Жизнь хуже обычной»
- 1997 — Премия Общества кинокритиков Лондона — актёр года, за фильм «На игле»
- 1997 — Премия BAFTA — лучшая мужская роль в шотландском фильме, за фильм «На игле»
- 1996 — Кинопремия журнала Empire — лучшая мужская роль, за фильм «Неглубокая могила»
- 2018 — Премия «Золотой глобус» — лучшая мужская роль, за сериал «Фарго»
- 2018 — Премия «Выбор телевизионных критиков» — лучшая мужская роль в фильме или мини-сериале, за сериал «Фарго»

#### Номинации
- 2013 — Премия «Золотой глобус» — лучшая мужская роль в комедии, за фильм «Рыба моей мечты»
- 2004 — Кинопремия журнала Empire — лучшая мужская роль, за фильм «Молодой Адам»
- 2002 — Премия «Золотой глобус» — лучшая мужская роль, за фильм «Мулен Руж!»
- 2000 — Премия IFTA — лучшая мужская роль, за фильм «Нора»